# Миллар, Иан
Иан Миллар CM (англ. Ian Millar; род. 6 января 1947, Галифакс) — канадский конник, специалист по конкуру, вице-чемпион Олимпийских игр и четырёхкратный чемпион Панамериканских игр. Один из двух человек в истории (наряду с Нино Салуквадзе), принявших участие в 10 Олимпиадах (1972, 1976, 1984, 1988, 1992, 1996, 2000, 2004, 2008, 2012).
Спортивное прозвище — «Капитан Канада» (англ. Captain Canada), которое он получил за спортивное долголетие и успехи.

## Спортивная биография

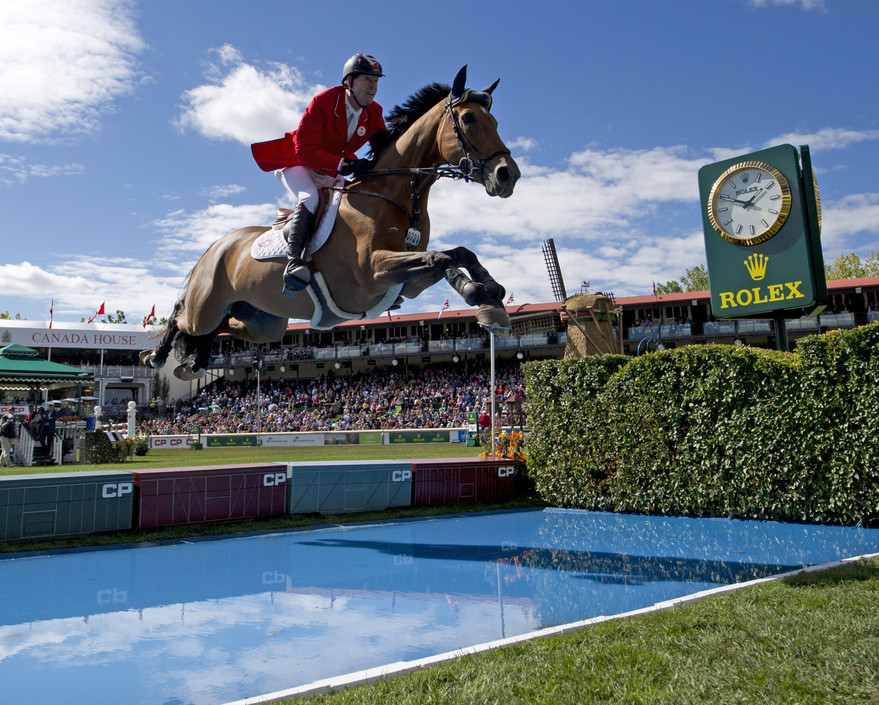
2015 год

Входил в состав сборной Канады на всех чемпионатах мира по конкуру с 1972 года.
Олимпиада-2008 в Пекине стала для 61-летнего канадца 9-й в карьере, и по этому показателю он сравнялся с австрийским яхтсменом Хубертом Раудашлем, который участвовал в 9 подряд Олимпиадах с 1964 по 1996 годы. Миллар мог бы превзойти достижение австрийца намного раньше, но Иан не смог принять участие в московской Олимпиаде-1980 в связи с бойкотом канадской сборной тех Игр (Раудашль же участвовал как в московских Играх, так и в Олимпиаде-1984 в Лос-Анджелесе). В 2012 году Миллар был включён в состав сборной Канады на Олимпийских играх в Лондоне и стал единоличным рекордсменом по количеству участий в Олимпиадах. При этом канадец ещё до начала Игр 2012 года заявил, что не собирается заканчивать карьеру и хотел бы принять участие и в Олимпийских играх 2016 года в Рио-де-Жанейро. В итоге Иан не вошёл в состав сборной Канады на Игры 2016 года, но зато в конкуре выступила его дочь Эми, канадцы заняли четвёртое место в командном зачёте.
Примечательно, что лишь на своей 9-й Олимпиаде «Капитан Канада» смог наконец завоевать свою первую медаль — серебро в командном турнире по конкуру. Это стало ещё одним рекордом — как самый долгий путь (36 лет) до первой олимпийской награды. Миллар входит в тройку самых возрастных призёров Олимпийских игр в период после Второй мировой войны. 2008 год вообще стал самым удачным для него в спорте, но не в жизни: накануне Игр у Миллара от рака умерла жена. Сын Джонатон (англ. Jonathon Millar, род. 1974) и дочь Эми (род. 1977) тоже занимаются конным спортом. Эми выступала в составе сборной Канады на Олимпийских играх 2016 года (4-е место в командном первенстве) и 2024 годов.
На Панамериканских играх с 1979 по 2015 годы Миллар завоевал 10 медалей в соревнованиях по конкуру:
- Золото: 4 (1987 — личное и командное первенство, 1999 — личное, 2015 — командное)
- Серебро: 4 (1979, 1983, 1991, 2007 — командное первенство)
- Бронза: 2 (1979 — личное первенство, 1999 — командное)

В 1986 году Иан Миллар стал членом ордена Канады.
В мае 2019 года объявил о завершении спортивной карьеры с тем, чтобы сосредоточиться на тренерской работе и развитии молодых лошадей.

### Результаты на Олимпийских играх
| Игры              | Возраст | Лошадь                    | Личное первенство         | Командное первенство      |
| ----------------- | ------- | ------------------------- | ------------------------- | ------------------------- |
| 1972 Мюнхен       | 25      | The Shoeman               |                           | 6                         |
| 1976 Монреаль     | 29      | Count Down                |                           | 5                         |
| 1980 Москва       | 33      | Канада бойкотировала Игры | Канада бойкотировала Игры | Канада бойкотировала Игры |
| 1984 Лос-Анджелес | 37      | Big Ben                   | 14                        | 4                         |
| 1988 Сеул         | 41      | Big Ben                   | 15                        | 4                         |
| 1992 Барселона    | 45      | Big Ben                   | 54                        | 9                         |
| 1996 Атланта      | 49      | Play It Again             | 47                        | 16                        |
| 2000 Сидней       | 53      | Dorincord                 | 13                        | 9                         |
| 2004 Афины        | 57      | Promise Me                | 22                        |                           |
| 2008 Пекин        | 61      | In Style                  | 23                        | 2                         |
| 2012 Лондон       | 65      | Star Power                | 9                         | 5                         |